# Белячиха
Белячиха — деревня в Ефимовском городском поселении Бокситогорского района Ленинградской области.

## История

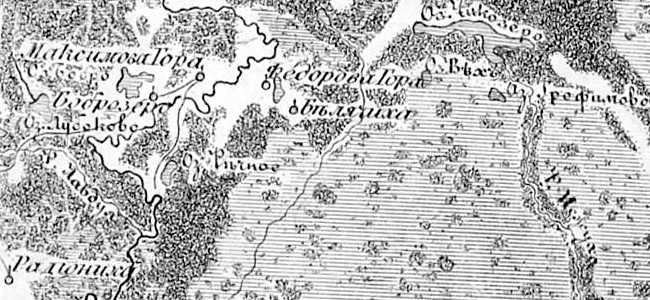
Деревня Белячиха на семитопографической карте Новгородской губернии 1847 года

БЕЛЯЧИХА — деревня Боброзерского общества, прихода Пелушского погоста. Озеро Безымянное.

Крестьянских дворов — 10. Строений — 14, в том числе жилых — 10. Жители занимаются рубкой, возкой и сплавом леса.

Число жителей по семейным спискам 1879 г.: 20 м п., 24 ж. п.; по приходским сведениям 1879 г.: 23 м п., 23 ж. п.

В конце XIX — начале XX века деревня административно относилась к Борисовщинской волости 5-го земского участка 3-го стана Тихвинского уезда Новгородской губернии.

БЕЛЯЧИХА — деревня Боброзерского общества, дворов — 12, жилых домов — 12, число жителей: 37 м п., 32 ж. п.

Занятия жителей — земледелие. Озеро Белячиха. (1910 год)

Согласно карте Ленинградской области Северо-западного аэрогеодезического треста ГГУ издания 1932 года деревня насчитывала 8 крестьянских дворов.
По данным 1933 года деревня Белячиха входила в состав Радогощинского вепсского национального сельсовета Ефимовского района.
По данным 1966, 1973 и 1990 годов деревня Белячиха входила в состав Радогощинского сельсовета Бокситогорского района.
В 1997 году в деревне Белячиха Радогощинской волости проживали 11 человек, в 2002 году — 17 человек (русские — 47 %, вепсы — 53 %).
В 2007 году в деревне Белячиха Радогощинского СП было зарегистрировано 11 человек, в 2010 году — 6, в 2015 году — 7 человек.
В мае 2019 года Радогощинское сельское поселение вошло в состав Ефимовского городского поселения.

## География
Деревня расположена в северо-восточной части района к востоку от автодороги 41К-038 (Радогощь — Пелуши).
Расстояние до деревни Радогощь — 8 км.
Расстояние до ближайшей железнодорожной станции Ефимовская — 60 км.
Деревня находится на западном берегу Белого озера, близ деревни протекает река Лидь.

## Демография
| 1997 | 2002 | 2007 | 2010 | 2017 |
| ---- | ---- | ---- | ---- | ---- |
| 11   | ↗17  | ↘11  | ↘6   | →6   |

### Национальный состав
Согласно данным Всероссийской переписи населения 2021 года в деревне проживали 5 человек, все русские.

## Инфраструктура
На 1 января 2016 года в деревне было зарегистрировано 3 домохозяйства, в которых постоянно проживали 7 человек.
На 1 января 2017 года в деревне было зарегистрировано: домохозяйств — 2, проживающих постоянно — 6 человек.